# 東山戰鬥 (國共內戰)
東山戰鬥發生於1933年12月17日，地點則是在中國江西黎川。是第一次国共内战主要戰鬥之一，也是民国政府所稱第四次「圍剿」戰爭，共軍所稱第四次反圍剿戰爭的戰鬥之一。交戰一方為中華民國國民革命軍，另一方則為中國共產黨所領導之中國工農紅軍。戰鬥末了，紅軍敗退。